# NGC 6914
NGC 6914 är en reflektionsnebulosa belägen på ett avstånd av ungefär 6 000 ljusår från solsystemet  i stjärnbilden Svanen. Den upptäcktes år 1881 av Édouard Stephan.
Nebulosan ligger i en gigantisk HII-region som bland annat innehåller Nordamerikanebulosan (NGC 7000) och Pelikannebulosan (IC 5067 och IC 5070) som är närmare oss på ett avstånd av ca 600 parsec. Regionen innehåller också flera öppna stjärnhopar samt OB-föreningar, varav den mest massiva är Cygnus OB2-föreningen som bara är 3 till 4 miljoner år gammal. Stjärnorna i denna förening, inklusive den blå hyperjätten Cygnus OB2#12, joniserar genom ultraviolet strålning denna vidsträckta H II-region.